# Brooks Stevens

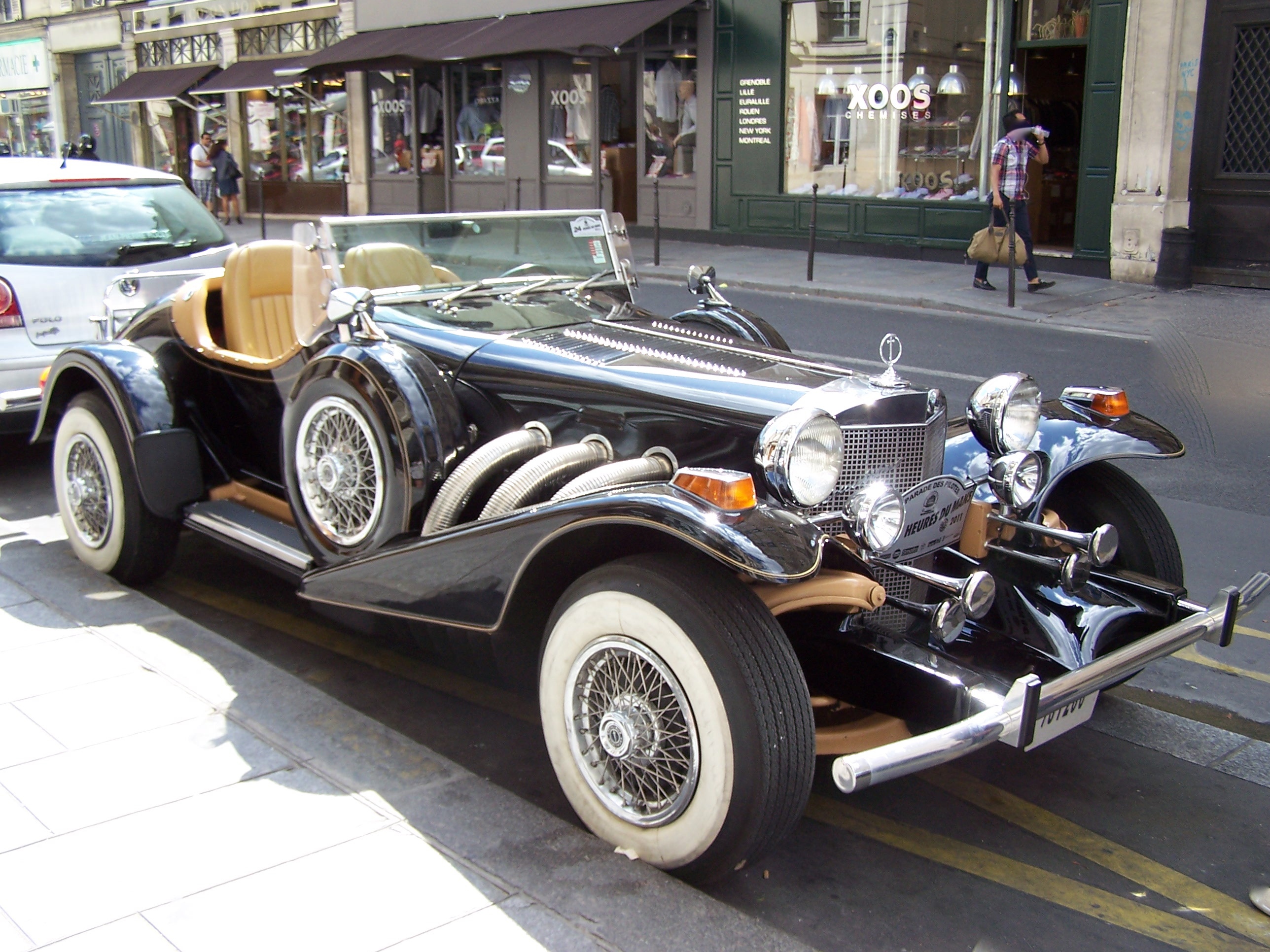
Excalibur SS, 1970er Jahre

Clifford Brooks Stevens (geb. 7. Juni 1911 in Milwaukee; gest. 4. Januar 1995 ebenda) war ein amerikanischer Industriedesigner von Möbeln, Geräten, Automobilen, Eisenbahn-Personenwagen und Motorrädern sowie Graphikdesigner und Stylist. Stevens gründete Brooks Stevens, Inc. mit Hauptsitz in Allenton (Wisconsin).
1944 brachte Stevens mit Raymond Loewy und acht anderen die Industrial Designers Society of America (IDSA) auf den Weg. Nach seinem Tod 1995 wurde Stevens von der The New York Times als „eine wichtige Kraft im Industriedesign“ bezeichnet.

## Hintergrund und Privatleben
Als Kind erkrankte Stevens an Poliomyelitis. Er wurde von seinem Vater ermutigt zu zeichnen, wenn er an das Bett gebunden war. Er studierte Architektur an der Cornell University von 1929 bis 1933 und gründete seine eigene Design-Firma für Einrichtungsgegenstände 1934 in Milwaukee. Sein Sohn Kipp Stevens führte die Brooks Stevens Design Associates bis Ende des Jahres 2008.
1959 eröffnete Stevens in Mequon ein Automuseum auf einer Fläche von 1150 m², das ein Aufbewahrungsort für seine eigenen Entwürfe und die anderer wurde; in den späten 1980er Jahren wurde es Fertigungsstätte für die Wienermobile-Flotte. Das Museum schloss 1999, vier Jahre nach seinem Tod.
Stevens starb am 4. Januar 1995 in Milwaukee. Er ließ seine Frau Alice, drei Söhne,  eine Tochter  und fünf Enkelkinder zurück.

## Design

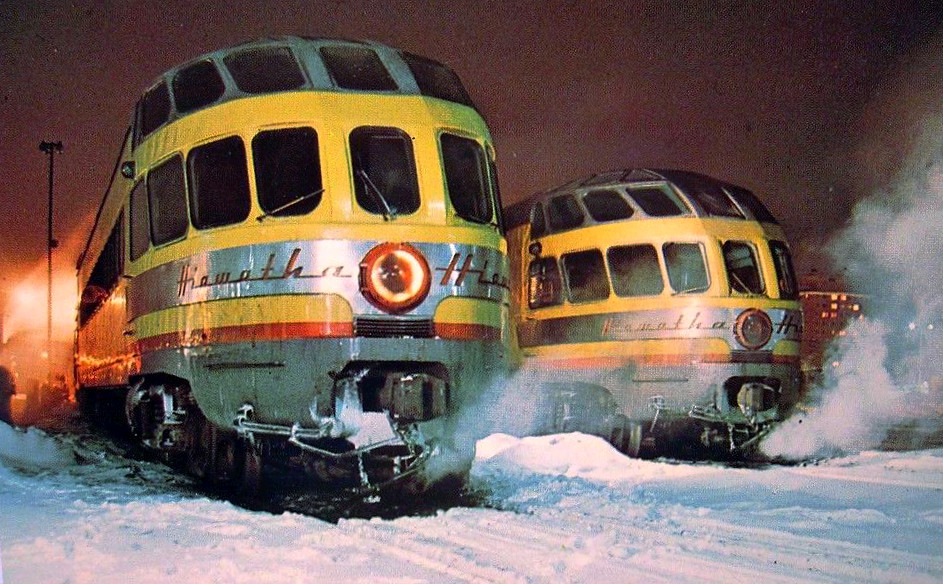
„Skytop Lounge“ Wagen der Chicago, Milwaukee, St. Paul & Pacific Eisenbahn mit charakteristischen „glassed-in observation areas“ (etwa 1948–1955)

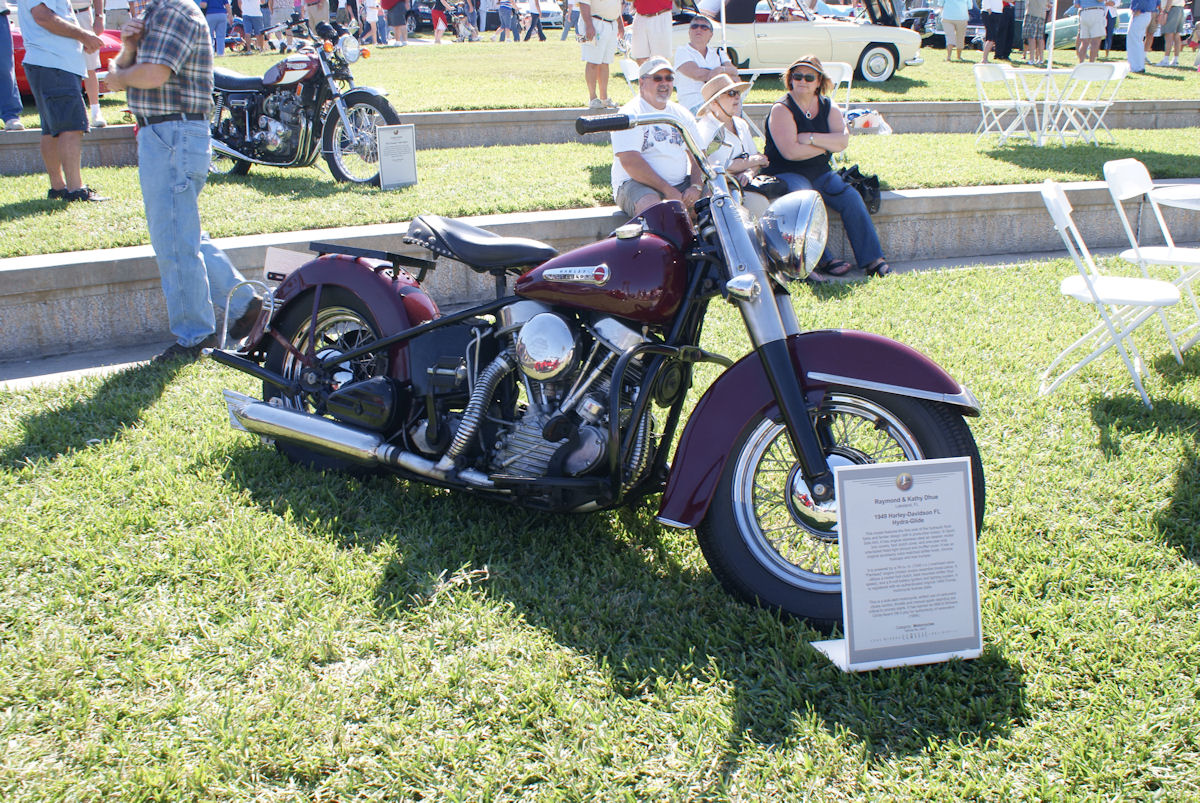
Harley-Davidson FL Hydra-Glide, 1949

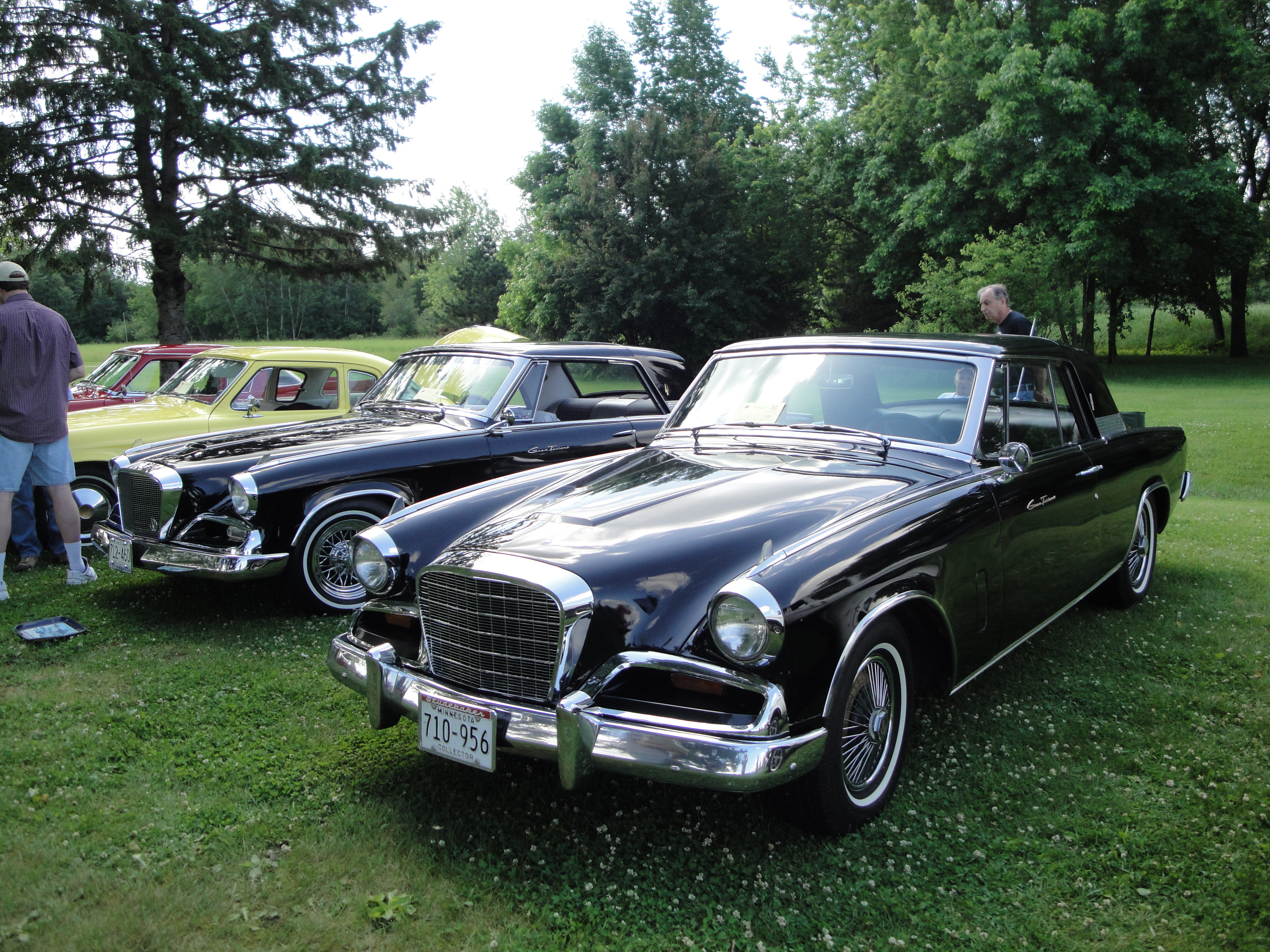
Studebaker Hawk Gran Turismo, 1962

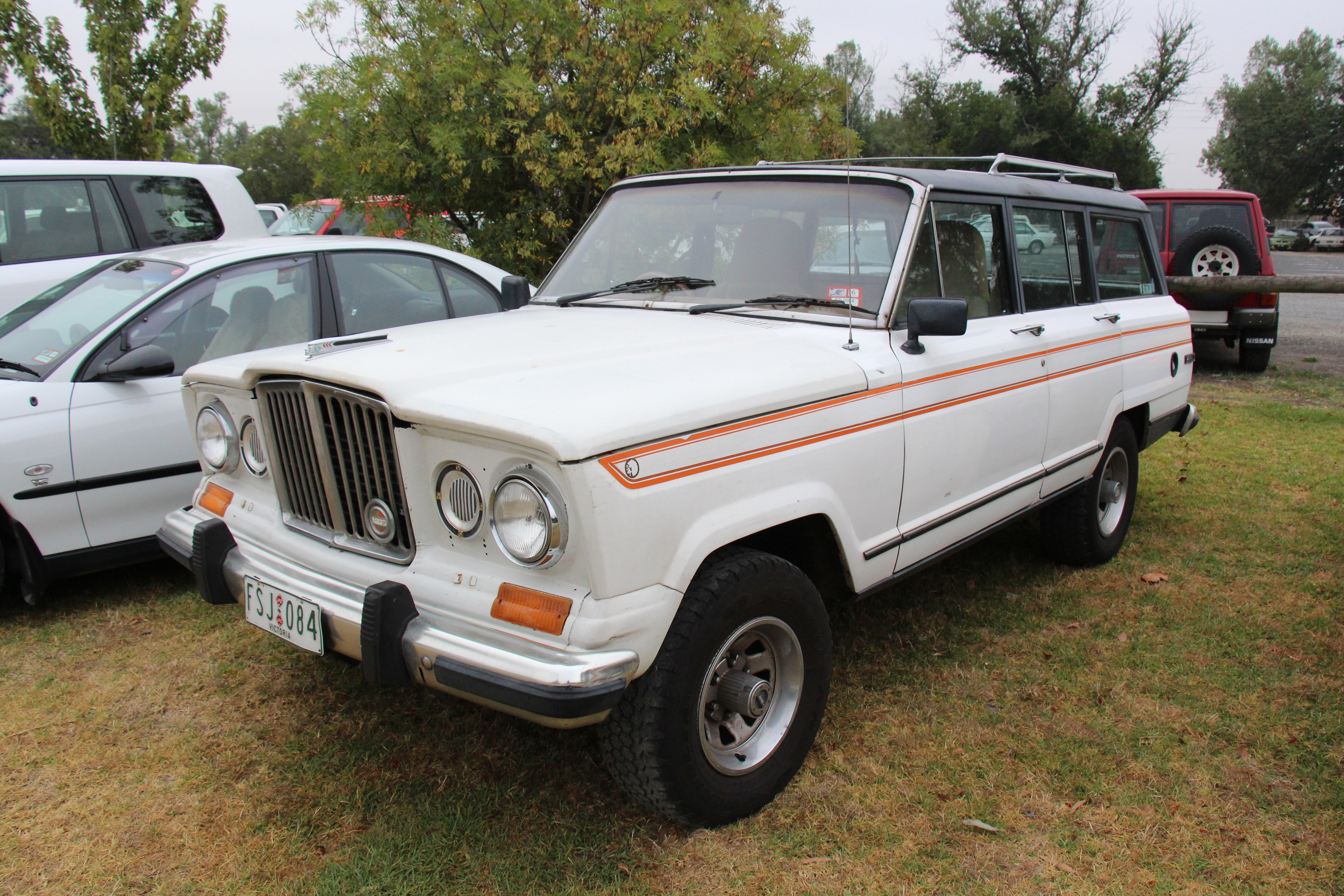
Jeep Wagoneer (Räder nicht original), 1964

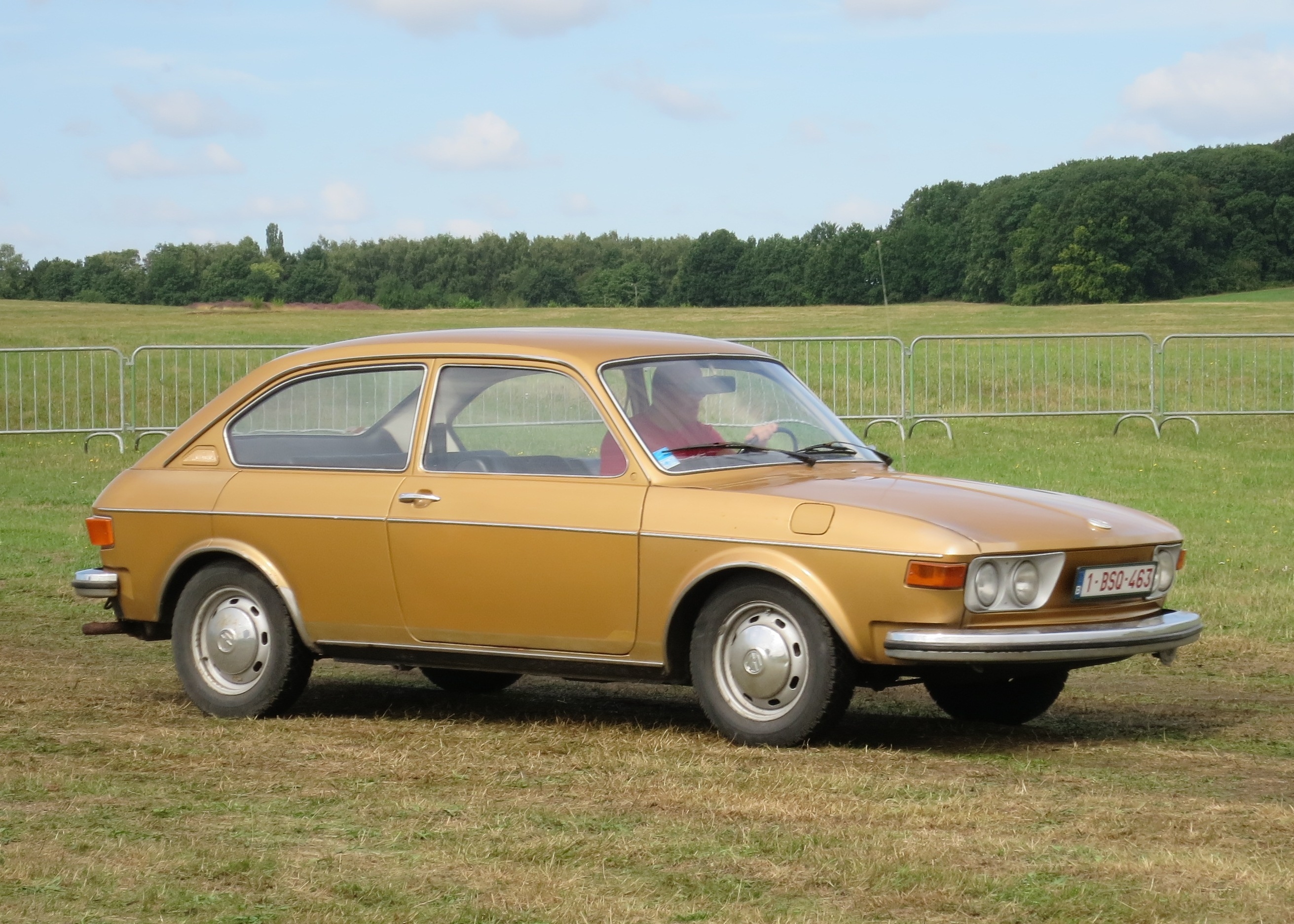
Volkswagen 412, 1972–74

1939 gestaltete Stevens das Steam-O-Matic-Dampfbügeleisen. In den späten 1940er Jahren wurde er mit der Gestaltung von Modern Hygiene Staubsaugern beauftragt und gestaltete Harley-Davidson-Motorräder, als eine seiner ersten die Hydra-Glide 1949; er half neue Vorderradgabeln zu schaffen, gerundete Scheinwerfer (bucket headlight) und stromlinienförmiges Design. Alle Harleys seitdem  basieren auf Stevens’s Karosserieform.
Seine Designs von Haushalts- und Küchengeräten waren weit verbreitet, und er ist anerkannt als Urheber der robin's-egg-blauen Phase bei Küchengeräten der 1950er Jahre, sowie des  Skylark-Laminatdesigns, das durch Formica bekannt wurde. Er arbeitete auch im Bereich der Architektur und im Graphikdesign. Von Bedeutung ist sein Design des Miller-Brewing-Company-Logos und ihm wird zugeschrieben, das Unternehmen von der Umstellung von traditionell braunen auf klare Flaschen überzeugt zu haben.
Als Automobildesigner gestaltete Stevens etwa 1954 den Die Valkyrie auf Basis des Cadillac Eldorado desselben Jahres. Der Wagen zeichnete sich durch eine V-förmige Stoßstange aus. Weiter überarbeitete er den 1962er Studebaker Gran Turismo Hawk mit einem sehr kleinen Budget.:p257 Der schnelle, elegante GT blieb bis zum Ende der amerikanischen Produktion. Laut Hendry stylte Stevens auch „drei innovative Produkte für den Gebrauch in Familienfahrzeugen der Periode von 1964 bis 1966“ (die nicht hergestellt wurden).:p257
Er designte den Jeep Wagoneer (SJ), der 1963 von Willys-Jeep eingeführt wurde. Dies Modell war so beliebt, dass es in grundsätzlich derselben Form von den anschließenden Jeep-Besitzern, einschließlich Kaiser Jeep, AMC und schließlich Chrysler, bis 1991 angeboten wurde.
1958 Stevens frischte das Design der Oscar Mayer Wienermobile, eine amerikanische Pop-Kultur-„Ikone“, auf: dabei verwendete er moderne Fiberglas-Methoden, um „die Wiener in das Brötchen zu stecken“.  Er gestaltete auch das Hochschul-Logo für die Milwaukee School of Engineering (MSOE) 1978 als Teil der „The Diamond Jubilee“-Feier. Das Logo ist noch heute im Gebrauch.
Stevens designte die „Skytop Lounge“-Kanzelwagen für die Chicago, Milwaukee, St. Paul and Pacific Railroad’s Hiawatha-Nachkriegspersonenzüge.
Er gestaltete auch eine Serie von Excalibur-Sportwagen für Studebaker. Ursprünglich gedacht als „Halo car“ (extravagantes Markenfahrzeug wie beispielsweise Ford GT, Nissan GT-R oder Porsche 918) für Studebaker. Studebaker stieg aus dem Programm im Dezember 1963 nach dem Schließen der US-Fahrzeugproduktion aus. Stevens setzte die Entwicklung des Excalibur fort und würde den Wagen auf der New York Auto Show im April 1964 einführen. Mitte der 1960er Jahre begannen er und seine Söhne die Produktion des Retro-gestylten Excalibur, modelliert wie ein Mercedes-Benz SSK-Roadster der 1920er-Ära.
Stevens modernisierte die Aero-Willys-Limousinen, die in Brasilien in den 1960er Jahren angeboten wurden; sie erinnern deutlich an die Studebaker Hawk-Karosserien.
Stevens’ Beiträge zur Erholungs-Sportschiffahrtsindustrie schlossen Zusammenarbeiten mit der Outboard Marine Corp. zur Gestaltung der Evinrude Lark und Johnson Javelin Außenbordmotor-Serien ein. Er gestaltete auch das Evinrude Lark-Konzeptboot, schließlich produziert als Cadillac Sea Lark. Zusammen mit Bob Hammonds Lone Star Meteor 1956 ist es diesen Entwürfen zu verdanken, dass das Automobildesign der Nachkriegszeit auch in der Freizeitschifffahrt Einzug gehalten hat. Weitere Arbeiten für die Schifffahrtsindustrie schließen Designs für Owens Yacht Company und Cutter Boats sowie eine Reihe von Edelstahl-Beschlägen für die Vollrath Company ein.
Stevens wurde beauftragt für das Redesign der Front des VW 411, der als 412 verkauft wurde.

## Geplante Obsoleszenz
Brooks wird oft zitiert bei der Erfindung des Konzepts der Geplanten Obsoleszenz (die Praxis, künstlich den Produktlebenszyklus zu verkürzen, um das Kaufverhalten der Kunden zu Gunsten der Hersteller zu beeinflussen), er erfand es nicht, vielmehr machte er den Begriff bekannt. Stevens definierte sie, als „dem Käufer den Wunsch etwas Neueres, etwas Besseres, etwas eher als nötig zu besitzen, ‚einzuträufeln‘“. Seine Sicht war, immer beim Konsumenten den Wunsch nach etwas Neuem zu wecken statt schlechte Produkte zu schaffen, die ersetzt werden würden. Es gibt eine Debatte über seine Rolle in dieser kontroversen Geschäftspraktik.